# Winds of Chance
Pour plus de détails, voir Fiche technique et Distribution.
Winds of Chance est un film américain réalisé par Frank Lloyd, sorti en 1925.

## Fiche technique
- Titre français : Winds of Chance
- Réalisation : Frank Lloyd
- Scénario : J. G. Hawks d'après le roman de Rex Beach
- Photographie : Norbert Brodine
- Production : Frank Lloyd
- Pays de production : États-Unis
- Format : Noir et blanc - 1,33:1 - Film muet
- Genre : aventure
- Durée : 122 minutes
- Date de sortie : 1925

## Distribution
- Anna Q. Nilsson : Comtesse Courteau
- Ben Lyon : Pierce Phillips
- Viola Dana : Rouletta Kirby
- Hobart Bosworth : Sam Kirby
- Victor McLaglen : Poleon Doret
- Dorothy Sebastian : Laura
- Claude Gillingwater : Tom Linton
- Charles Crockett : Jerry
- Larry Fisher : Frank McCaskey
- Fred Kohler : Joe McCaskey
- Wade Boteler : Jack McCaskey
- Philo McCullough : Comte Courteau
- William Conklin : Inspecteur
- Tom London : Sergent Rock
- George Nichols